# Dekanat radoszkowicki
Dekanat radoszkowicki – jeden z dwunastu dekanatów wchodzących w skład eparchii mołodeczańskiej Egzarchatu Białoruskiego Patriarchatu Moskiewskiego.

## Parafie w dekanacie
- Parafia św. Mikołaja Cudotwórcy w Czyściu
  - Cerkiew św. Mikołaja Cudotwórcy w Czyściu
- Parafia Narodzenia Najświętszej Maryi Panny w Dubrowie
  - Cerkiew Narodzenia Najświętszej Maryi Panny w Dubrowie
- Parafia św. Michała Archanioła w Hraniczach
  - Cerkiew św. Michała Archanioła w Hraniczach
- Parafia Opieki Matki Bożej w Kraśnem
  - Cerkiew Opieki Matki Bożej w Kraśnem
- Parafia św. Dymitra Sołuńskiego w Miasocie
  - Cerkiew św. Dymitra Sołuńskiego w Miasocie
- Parafia Narodzenia św. Jana Chrzciciela w Olechnowiczach
  - Cerkiew Narodzenia św. Jana Chrzciciela w Olechnowiczach
- Parafia Zaśnięcia Najświętszej Maryi Panny w Plebani
  - Cerkiew Zaśnięcia Najświętszej Maryi Panny w Plebani
- Parafia św. Proroka Eliasza w Radoszkowiczach
  - Cerkiew św. Proroka Eliasza w Radoszkowiczach

## Galeria

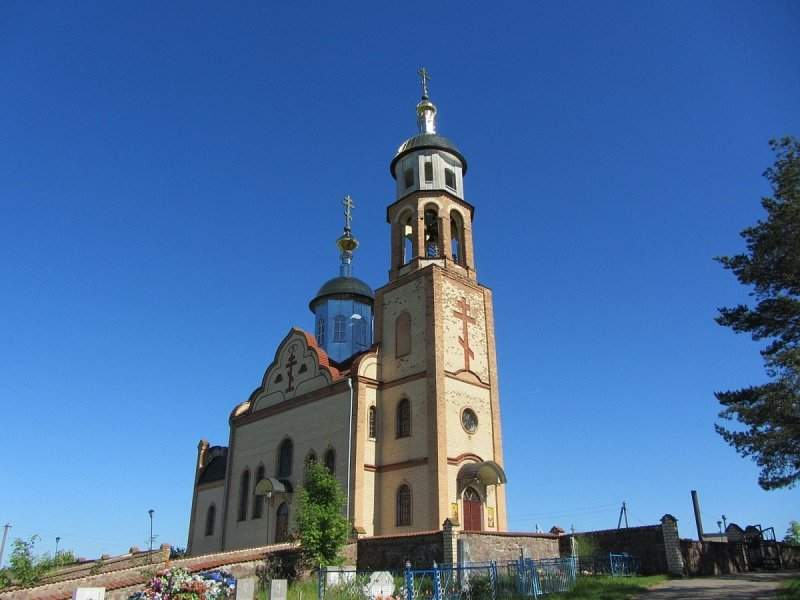
Cerkiew św. Mikołaja Cudotwórcy w Czyściu
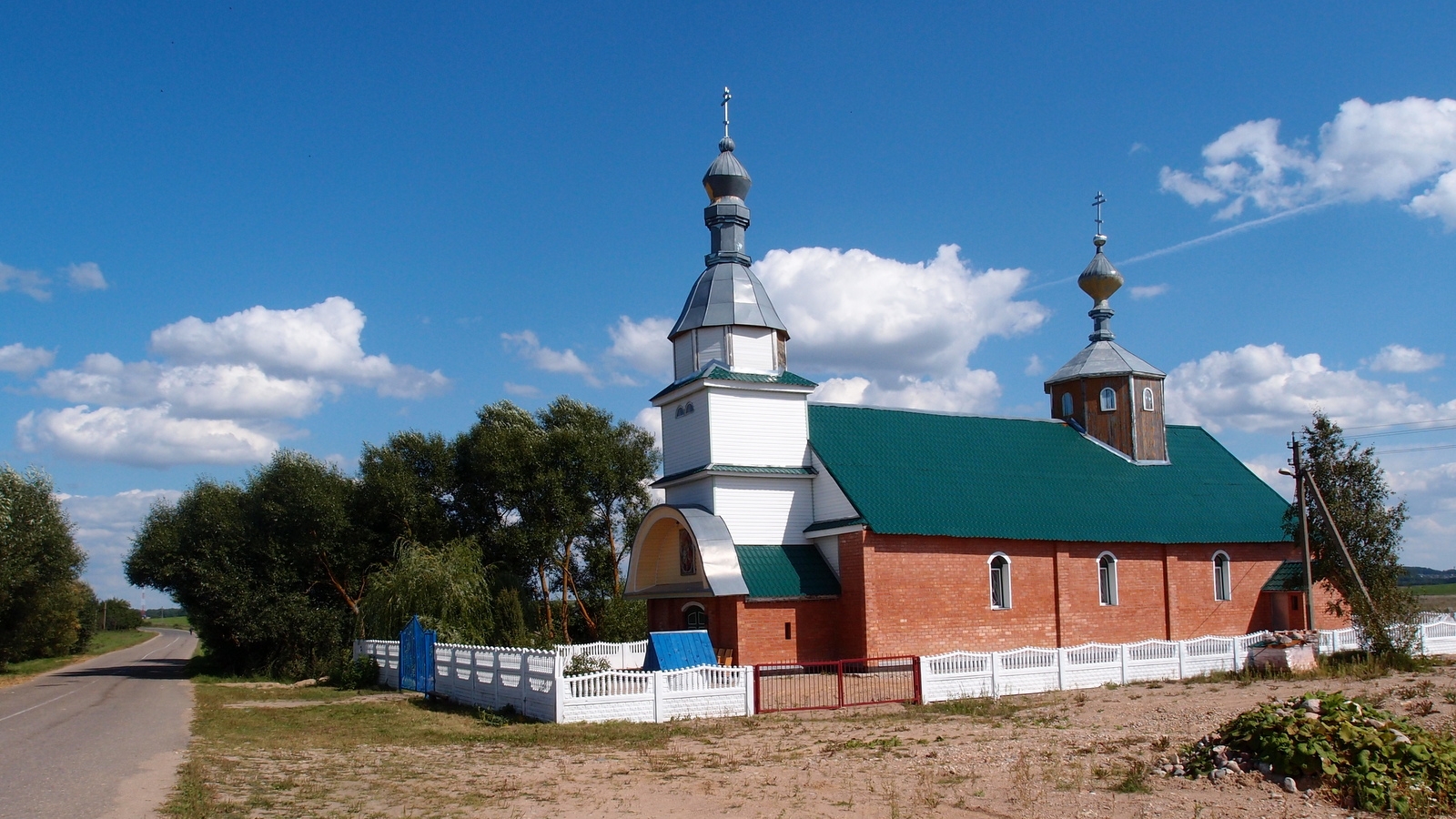
Cerkiew Narodzenia Matki Bożej w Dubrowie
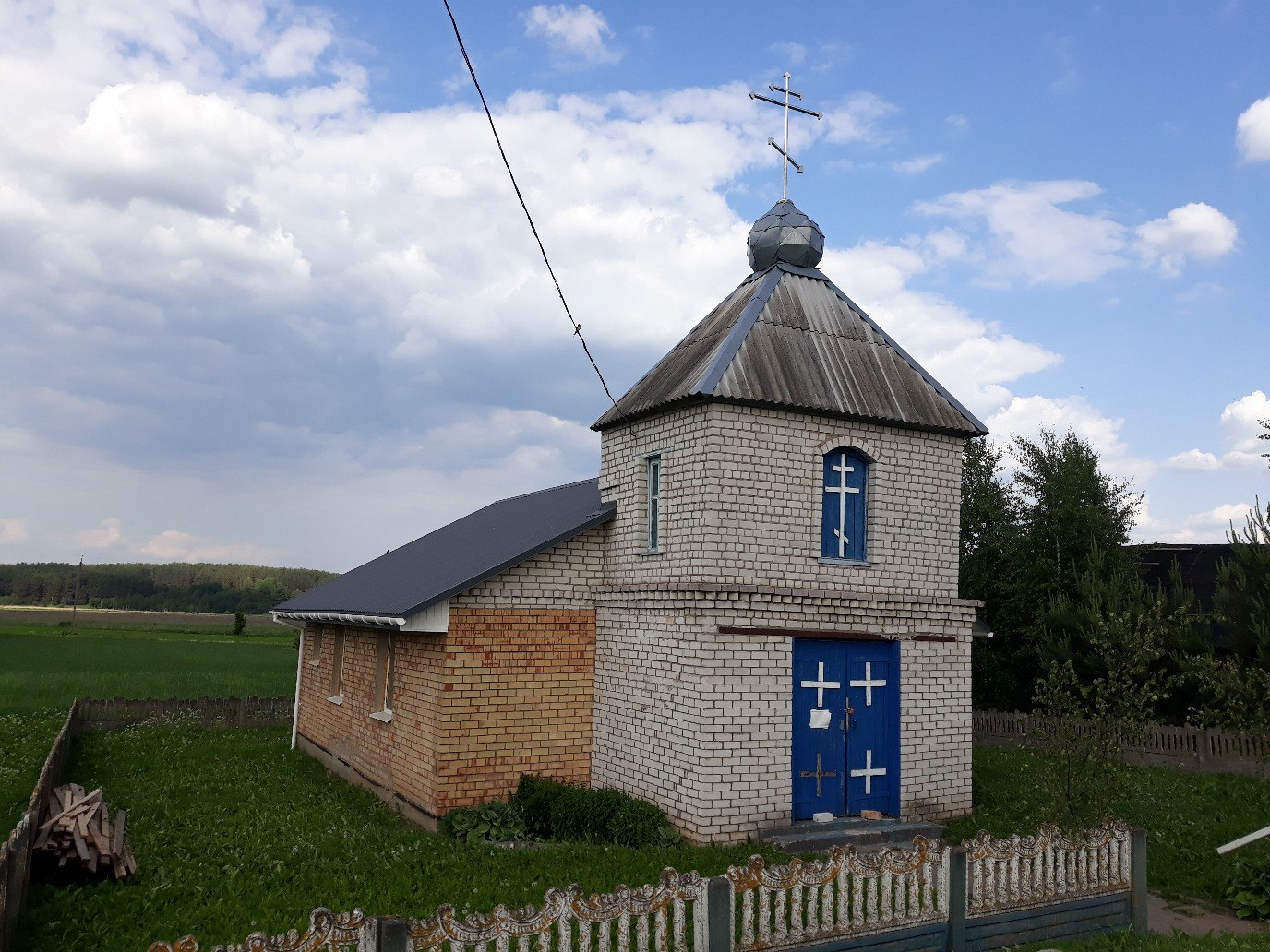
Cerkiew św. Michała Archanioła w Hraniczach
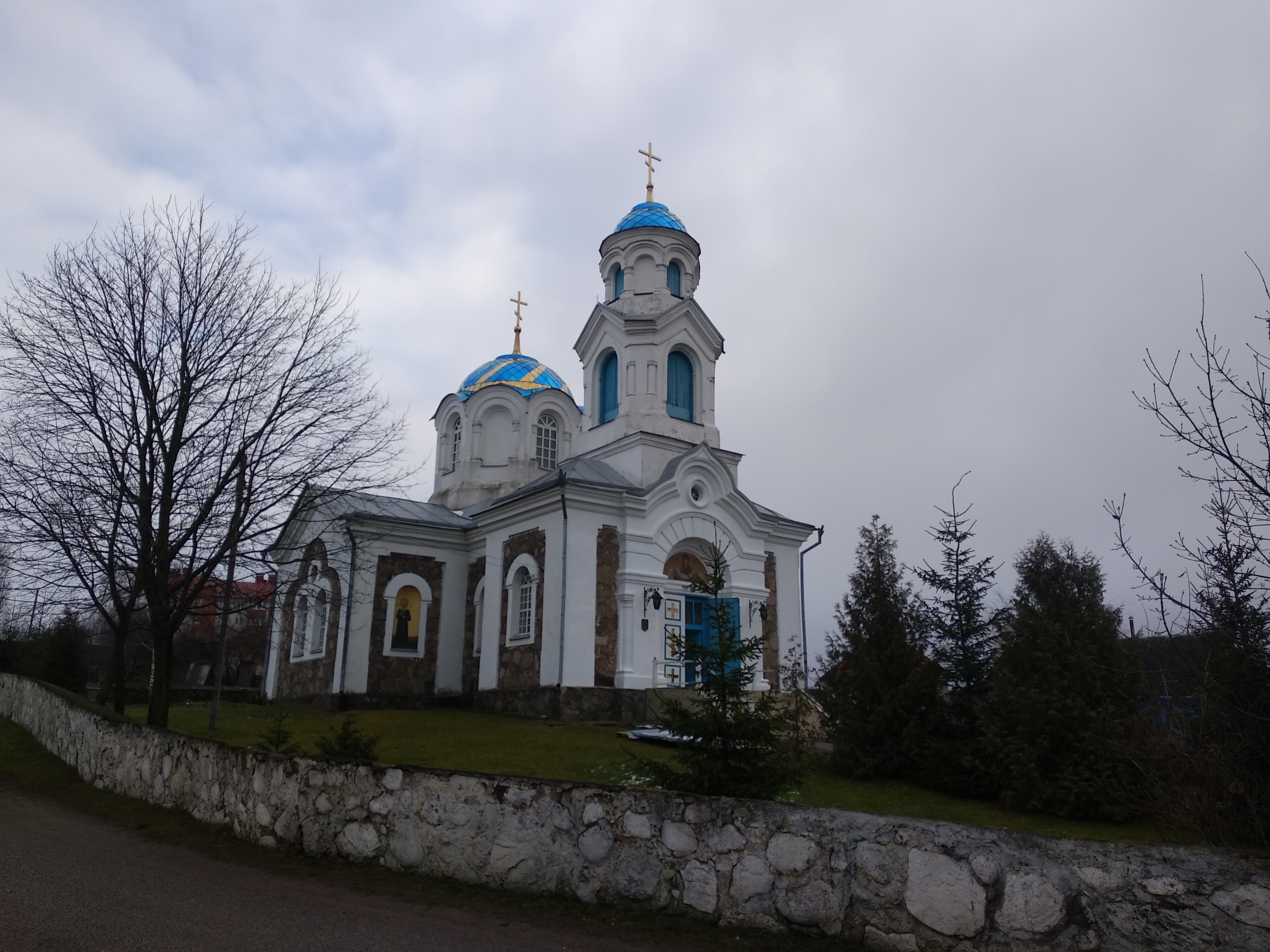
Cerkiew Opieki Matki Bożej w Kraśnem
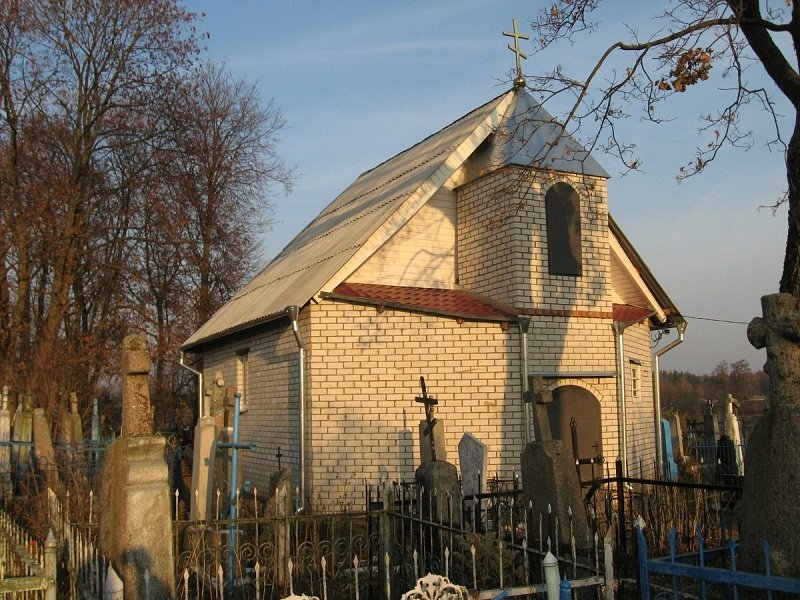
Cerkiew św. Dymitra Sołuńskiego w Miasocie
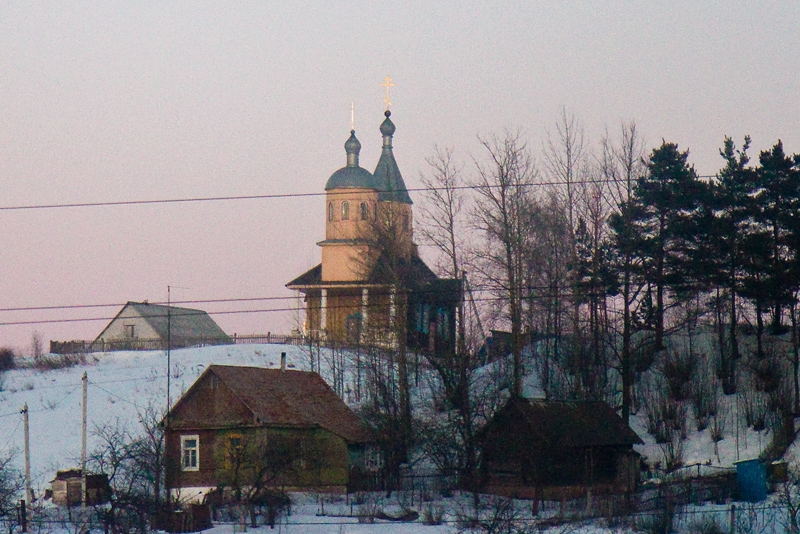
Cerkiew Narodzenia św. Jana Chrzciciela w Olechnowiczach
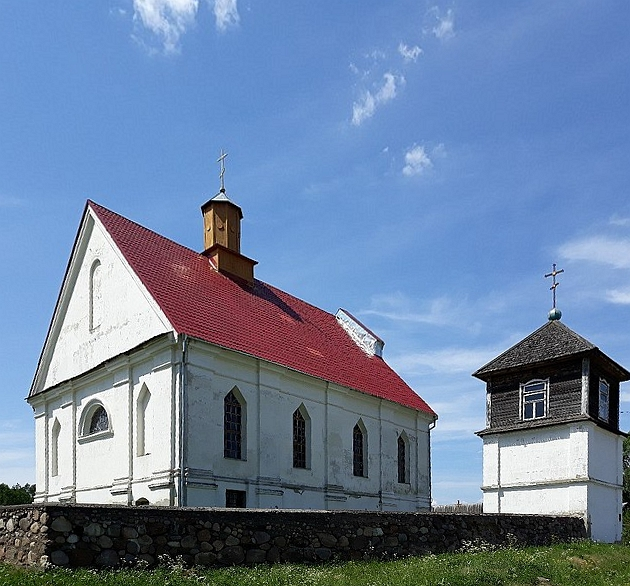
Cerkiew Zaśnięcia Najświętszej Maryi Panny w Plebani